# Sovjetunionen i olympiska sommarspelen 1952
Sovjetunionen deltog vid de olympiska sommarspelen 1952 i Helsingfors med 295 deltagare i 17 sporter. Totalt vann de tjugotvå guldmedaljer, trettio silvermedaljer och nitton bronsmedaljer. tyngdlyftaren Jakov Kutsenko var landets fanbärare vid öppningsceremonien. 